# Аура, Марта
Марта Аура (исп. Marta Aura, 4 сентября 1939, Мехико, Мексика — 8 июля 2022, там же) — мексиканская актриса театра и кино.

## Биография
Родилась 4 сентября 1939 года в Мехико. В детстве участвовала в песенных и театральных фестивалях, в юности захотела стать актрисой, но родители не одобряли выбор дочери, но её настойчивость привела к тому, что родители выгнали из дома всех своих троих детей, но это пошло ей на пользу — она поступила в Национальную академию ИЗО на актёрский факультет. В 1959 году дебютировала в качестве театральной актрисы. В мексиканском кинематографе дебютировала в 1970 году и с тех пор снялась в 78 работах в кино и телесериалах. Номинирована 5 раз на две кинопремии и 1 раз на театральную кинопремию. Итог: 1 премия Diosa de plata за кино и 12 премий за театральную премию . Несколько лет тому назад она отметила 40-летие со дня начала её творческой деятельности.
Скончалась 8 июля 2022 года в Мехико.

## Личная жизнь
Марта Аура вышла замуж дважды:
- Первым супругом являлся актёр Адан Гевара. У этой пары родилось двое детей. После 15-летия совместной жизни супруги развелись.
- Вторым супругом являлся актёр Рубен Рохо. У этой пары родился сын Рубен Рохо Аура-младший. Брак просуществовал до смерти супруга в 1993 году.

## Фильмография

### Избранные телесериалы
- 1985—2007 — «Женщина, случаи из реальной жизни»
- 1987 — «Пятнадцатилетняя, или Подростки» — Гертрудис.
- 1987-88 — «Тихая любовь» — Селия.
- 1988 — «Сладкое желание» — Маритса Миранда.
- 1997 — «Ад в маленьком городке» — Мерседес.
- 1998-99 — «Привилегия любить» — Хосефина «Чепа» Перес.
- 2000 — «Женщина с характером, или Удар ниже пояса» — Лупита.
- 2002-03 — «Сомнение» — Асусена.
- 2010 — «Волчица» — Тереса Гутьеррес.
- 2012 — «Жена Иуды»

## Театральные работы
- «Антигона»
- «Божественный нарцисс»
- «Голоса в храме»
- «Женщина на границе»
- «Затмение»
- «Знаки зодиака»
- «Некоторые песни ада»
- «Медея»
- «Морж»
- «Отец»
- «Пеликан»
- «Разбитая женщина»